# Цвета каления

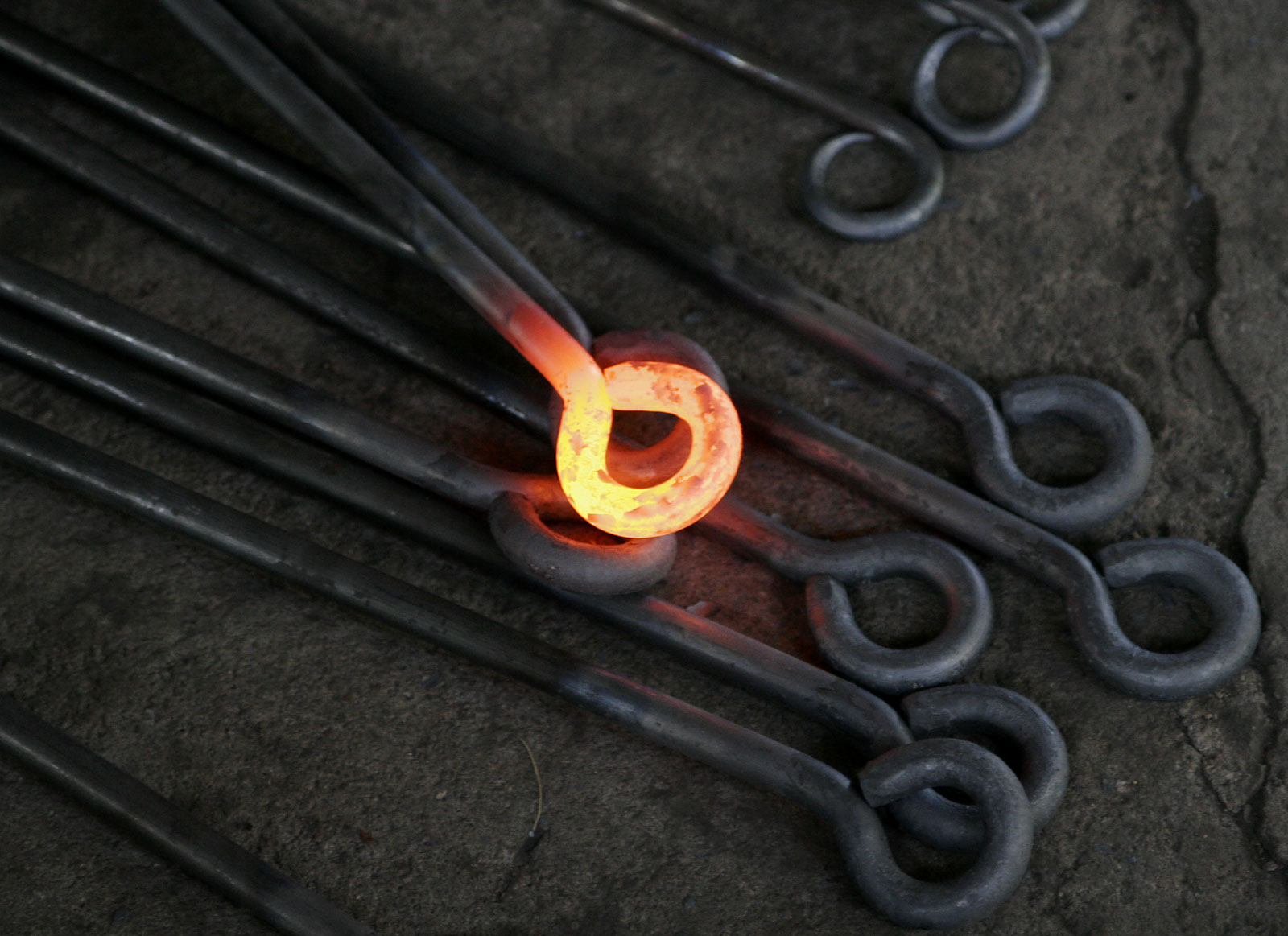

Цвета каления — это цвета свечения металла, раскалённого до высокой температуры. Спектр теплового излучения зависит от температуры, поэтому наблюдая цвета каления можно оценить температуру металла, что часто применяется при термообработке и ковке. До изобретения бесконтактных термометров это было единственным способом судить о температуре металла. Сокращённые названия цветов каления («красное каление», «белое каление») часто используются металлургами вместо указания температуры.

## Зависимость цвета каления от температуры
В таблице перечислены цвета каления, характерные для стали.
| Температуpa, °C | Цвет каления              | Цвет |
| --------------- | ------------------------- | ---- |
| 550             | тёмно-коричневый          |      |
| 630             | коричнево-красный         |      |
| 680             | тёмно-красный             |      |
| 740             | тёмно-вишневый            |      |
| 770             | вишнёвый                  |      |
| 800             | ярко- или светло-вишнёвый |      |
| 850             | ярко- или светло-красный  |      |
| 900             | ярко-красный              |      |
| 950             | оранжевый                 |      |
| 1000            | жёлтый                    |      |
| 1100-1150       | ярко- или светло-жёлтый   |      |
| 1200            | жёлто-белый               |      |
| 1300 и более    | белый                     |      |

## Фразеологизм
Выражение «довести до белого каления» имеет и всем известный переносный смысл: «рассердить», «вывести из себя», «привести в бешенство».